# 梨岘站
梨峴站（韓語：리현역）是朝鮮民主主義人民共和國平壤寺洞区域的一個鐵路車站，属于明堂线。

## 邻近车站
明堂线
青龙站 - 梨峴站 - 大园站